# Kepler-61
Désignations
Kepler-61 est une naine orange située dans la constellation du Cygne, à environ 341 parsecs de la Terre.

## Caractéristiques physiques
Cette étoile est de type spectral K7 V.
Sa température effective est d'environ 4 017 K.
Sa masse est estimée à 0,64 fois celle du Soleil.
Son rayon est d'environ 0,62 fois celui du Soleil.
Sa luminosité est d'environ 0,11 fois celle du Soleil.

## Observation
Ses coordonnées célestes sont : ascension droite 19h 41m 13,08s, déclinaison +42° 28′ 31,15″.

## Système planétaire
Kepler-61 possède une exoplanète découverte en 2013 par la méthode des transits et connue comme Kepler-61 b. Il s'agit d'une mini-Neptune ou d'une super-Terre qui orbite sur le bord intérieur de la zone habitable :
| Planète | Masse   | Demi-grand axe (ua) | Période orbitale (jours) | Excentricité | Inclinaison | Rayon          |
| ------- | ------- | ------------------- | ------------------------ | ------------ | ----------- | -------------- |
| b       | 6,65 M🜨 | 0,26                | 59,88                    | < 0,25       | > 89,80°    | 2,15 ± 0,13 R🜨 |